# Paul Koller (Diplomat)
Paul Johannes Koller (* 24. Februar 1952 in Appenzell) ist ein ehemaliger schweizerischer Diplomat (1983–2014). Als Botschafter war er sukzessive in Libyen, Slowenien und Griechenland akkreditiert. Ansonsten war er insbesondere im kulturellen Bereich sowie in verschiedenen Ländern Europas, des Mittleren Ostens und Nordafrikas tätig. Er veröffentlichte einige Artikel und fiktive belletristische Werke. 

## Leben
Nach seiner Jugend in Appenzell, wo er von 1965 bis 1972 im Externat das Gymnasium St. Antonius besuchte und mit der eidg. Matura Typ B (Latein und Englisch) abschloss, immatrikulierte sich Koller an der Universität Genf. Dort studierte er Philosophie, Französische und Englische Sprache und Literatur sowie klassische Archäologie. Unterbrochen von einem Studienjahr am University College in London (1975/76 – Bachelor-Arbeit über James Joyce) schloss er 1977 mit einem Lizenziat in Philosophie «licence ès lettres» der Genfer Universität ab. Die Spezialisierung in Wissenschaftstheorie bei Wolfgang Stegmüller an der Ludwig-Maximilians-Universität München wurde begleitet von Studien der theoretischen Physik vorerst in Genf (1977/78) und dann in München (1978–1980). 1981 trat Koller als diplomatischer Stagiaire in den Dienst des Eidgenössischen Departements für auswärtige Angelegenheiten ein.
Paul Koller ist seit 1992 verheiratet und lebt heute am Zürichsee. Er ist der Bruder des ehemaligen Bundesrates Arnold Koller.

## Laufbahn
Nach der Ausbildung in Bern, Genf (IUHEI) und als Attaché in Stockholm erfolgte 1983 die formelle Aufnahme in den diplomatischen Dienst der Eidgenossenschaft mit Stationen in Baghdad (1983–1985: Botschaftssekretär), Bern (1985–1990 als diplomatischer Mitarbeiter und stellv. Chef der Kultursektion) und Paris (1990–1993 als Kulturrat). Von dort führte ihn die Laufbahn als Botschaftsrat nach Taschkent (1993–1997) und als Chargé d’affaires e.p. und später Botschafter nach Tripolis (1997–2001). Als solcher eröffnete er die schweizerische Botschaft in Ljubljana (2001–2006), wechselte daraufhin nach Athen (2006–2010) und beendete seine Karriere als Sonderbotschafter für Menschenrechte in Bern von 2010 bis 2014.
Von 1990 und 1991 war Koller als Präsident des Lenkungsausschusses für Massenmedien des Europarates tätig und an diversen Initiativen zur Förderung des audiovisuellen Schaffens und Stärkung der Medienfreiheit in Europa beteiligt.
Als Sonderbotschafter trug er zum Aufbau der Internationalen Kommission gegen die Todesstrafe (ICDP) bei. Weitere Ad-hoc-Mandate führten ihn in verschiedene Länder des Mittleren Ostens, Asiens und Afrikas.
Seit 2014 ist er unter dem Namen Paul Johannes Koller als freier Autor tätig.

## Publikationen (Auswahl)
- Serafine und der Tyrann: eine dystopische Humoreske. Tredition, Hamburg 2021, ISBN 978-3-347-39870-2.
- Übermensch: Kurzroman. Tredition, Hamburg 2021, ISBN 978-3-347-41058-9.